# Fernán Félix de Amador
Fernán Félix de Amador (Luján, Província de Buenos Aires, Argentina, 26 de juliol de 1889 - Olivos, ídem, 26 de desembre de 1954) va ser un escriptor, poeta i periodista el nom veritable del qual era Domingo Fernández Beschtedt que va tenir una extensa trajectòria al seu país tant en el camp docent com en l'acadèmic.
Va cursar estudis superiors a l'Alta Escola d'Arquitectura Paisatgista de Steglits (Alemanya) i a l'Escola d'Alts Tractats Socials de Paris. Va escriure una quinzena de llibres.

## Activitat docent
Va ser professor de l'Escola Nacional d'Arts de Buenos Aires des de 1924, professor de la Universitat Nacional de la Plata en les Càtedres d'Història de l'Art i Cultura Artística per a tota la Universitat, incloent els cursos de l'Escola Lliure de Cultura Integral (1933) i va dirigir entre 1930 i 1934 l'Escola Superior de Belles arts de la Universitat Nacional de la Plata.

## Activitat professional i acadèmica
Va ser director tècnic d'exposicions i cap de publicitat de la Excomissió Nacional de Belles arts durant 14 anys.
Membre de Jurats de pintura, escultura i literatura, es va exercir com a redactor i crític d'art del diari La Prensa  de Buenos Aires.
Va ser designat acadèmic de nombre de l'Acadèmia Nacional de Belles arts el 1936.
A més, va ser membre honorari de diverses universitats i centres acadèmics nacionals i internacionals (Bolívia, Brasil, Espanya).

## Obres
Entre altres obres, va escriure les següents:
- El Libro de Horas, Paris 1910
- Las Lámparas de Arcilla, Paris 1912
- Vita Abscondita, Buenos Aires 1917
- El Ópalo escondido, 1921
- La copa de David, 1923
- El Cántaro y el Alfarero, 1926
- La España de Felipe II, Toledo y el Greco; Goya y la España de Carlos IV, La Plata 1928.
- La Imagen de la mujer y el concepto de su belleza, La Plata 1930.
- Vita abscondita, Buenos Aires 1916
- Allú Mapu: el país de la lejanía: visiones, paisajes y leyendas de la cordillera austral, Buenos Aires 1941.

## Premis
El 1921 va guanyar el Segon Premi Municipal de Poesia i el 1923 va ser guardonat amb el Primer Premi.

## Homenatges
La biblioteca de la Facultat de Belles arts de la Universitat Nacional de la Plata, una escola i el museu municipal de Belles arts de la ciutat de Luján, un carrer de la localitat d'Olivos, el sitial 13 de l'Acadèmia Nacional de Belles arts i una butaca acadèmica de l'Acadèmia Nacional de Periodisme porten el seu nom en homenatge a la seva trajectòria.